# Estación Cacuí
Cacuí es una estación de ferrocarril de la ciudad de Fontana, departamento San Fernando, provincia del Chaco, Argentina.

## Servicios
Actualmente es la estación terminal del servicio suburbano interprovincial que presta la empresa estatal Trenes Argentinos Operaciones entre esta estación y la estación Los Amores de la provincia de Santa Fe.